# アックユ原子力発電所
アックユ原子力発電所（トルコ語: Akkuyu Nükleer Enerji Santrali）は、トルコ南部、メルスィン県、ビュユケジェリに計画中の原子力発電所。トルコ初の原発となることが予定されている。

## 経緯
2010年5月、ロシアとトルコはアックユ発電所の計画会社として、ロスアトムの子会社、アックユNGS電力生産社(Akkuyu NGS Elektrik Uretim Corp)を設立する合意に調印した。この会社はアックユ発電所計画で1200MW級のVVERを4基建設し、所有、運用する。
この合意は2010年7月にトルコの議会によって批准された
計画地での土木工事と調査作業は2011年に始められた。1号機の建設はっ当初2016年に開始される予定で、2020年から2022年にかけて4基の原子炉を稼動させる計画であった。
2013年、ロシアの原子力建設企業アトムストロイエクスポルトとトルコの建設企業Ozdoguがアックユ原発の予定地の敷地の造成契約に調印した。契約には現地での掘削作業も含まれる。
2018年4月3日に起工式が開かれ、トルコの首都アンカラを訪問したロシアのウラジーミル・プーチン大統領と、トルコのレジェップ・タイイップ・エルドアン大統領が映像回線経由で参加した。原発の稼働予定は2023年。トルコの原子力規制当局が1号機の建設を認可したのは式典前日の4月2日である。
トルコ政府は人口密度が低く、地震のリスクが低いことからこの場所を選んだ。
2023年12月、トルコ原子力規制庁が１号機の起動許可を発給したと発表された。

## 資金
資金はロシアの投資家が提供しており、93%がロスアトムの子会社から提供されている。49%の株式は後に他の投資家に売却される計画である。潜在的投資家としてはトルコの Park Teknik社やエレクトリック・ウレティムなどが考えられる。
トルコエネルギー貿易・契約会社(TETAS)は1、2号機の70%の電力、3、4号機の30%の電力を15年購入する電力購入契約を結んでいる。電力はkW/hあたり12.35USセントで購入することとなり、残りの電力は生産会社によって公開市場で売却されることになる。

## 反対
計画には重大な欠点が存在し、反対の意見も存在する。同地は地中海に面したアナトリア半島南部海岸にある。最大の反対理由は計画の実現後、ビュユケジェリや周辺海岸において観光需要の潜在性が失われることである。ビュユケジェリ住民はすでに少ない人口がさらに流出し、町が町の状態を保てなくなることを恐れている。